# Любовна история
„Любовна история“ (на английски: Love story) е американски филм от 1970 година с режисьор Артър Хилър. В главните роли участват Али Макгроу и Райън О'Нийл. Това е един от най-сантименталните и романтични филми в историята на киното. Това е и филмовият дебют на Томи Лий Джоунс, който изпълнява съвсем малка роля.

## Сюжет
Във филма се разказва за Оливър, момче от заможно семейство. Родителите му са завършили Харвард и той продължава семейната традиция. Там той се влюбва в обикновено момиче, Дженифър, от работническо семейство, и се жени за нея въпреки неодобрението на баща си, който го лишава от финансова подкрепа. Двамата имат тежък период докато Оливър завърши право, а Дженифър работи като учителка. Тя не може да забременее и те решават да се консултират с доктор. От него Оливър разбира, че Дженифър е болна от рак и има броени дни да живее. Той отива да потърси финансова помощ от баща си за да може да плати престоя в болницата, но не му казва истинската причина.

## В ролите
| Актьор          | Роля              |
| --------------- | ----------------- |
| Али Макгроу     | Дженифър Кавилери |
| Райън О'Нийл    | Оливър Барет IV   |
| Джон Марли      | Фил Кавилери      |
| Рей Миланд      | Оливър Барет III  |
| Томи Лий Джоунс | Хенк Симпсън      |